# تام ساوینی
تام ساوینی (انگلیسی: Tom Savini؛ زادهٔ ۳ نوامبر ۱۹۴۶) یک هنرپیشه، چهره‌پرداز، کارگردان و عکاس اهل ایالات متحده آمریکا است.
از فیلم‌ها یا برنامه‌های تلویزیونی که وی در آن نقش داشته است می‌توان به قداره کشتار، ماشته، از گرگ و میش تا سحر، طلوع مردگان، ارباب آرزوها، جنگوی آزادشده، مزایای گوشه‌گیر بودن، طلوع مرگ.، سیاره ترور و تد باندی اشاره کرد.